# Държавен кораб
Държавният кораб е сравнение,  метафора или алегория, съпоставящо управлението на държавата с корабоплаване. В културата на древните гърци, които са морски народ, то е отдавна известно и многократно употребявано. С особена популярност се ползва изложението му от Платон в VI книга от „Държавата“.
Най-ранното упоменаване на метафората се намира при поета Алкей (fr. 6, 208, 249), а Есхил (Седемте срещу Тива), Софокъл и Аристофан също предхождат Платон.

## Употреба на метафората от Платон
Платон формулира метафората, сравнявайки управлението на кораб с която и да е друга професия или занаят, в частност и професията на политика. Той употребява метафората и в по-тесен смисъл, за конкретна форма на управление – демокрацията. Демокрацията на Платон не е съвременната смесена с републиканство, а пряката. 

Представи си сега, че с много кораби или с един става следното: капитанът надминава всички в кораба по своя ръст и сила, но е глуховат, вижда само наблизо и малко познава корабното дело изобщо. А моряците  спорят помежду си за длъжността кормчия, като всеки един смята, че той именно трябва да застане на кормилото, макар че никога не е изучавал това изкуство и не може да посочи нито своя учител, нито времето, когато се е учил. Освен това дори твърдят, че  /488c/ не е необходимо кормчията да учи това изкуство, и са готови да насекат на късове този, който твърди, че трябва да се учат. Те постоянно се навъртат около капитана и молят, и правят всичко, за да им бъде поверено кормилото. Понякога, когато не им се удаде да го предумат, но други повече от тях успяват, те или избиват тези други, или пък ги изхвърлят от кораба, а благородния капитан правят безсилен чрез мандрагора, опиване или нещо друго, завладяват кораба и почват да използуват всичко, което се намира там; пият и плават така, както е свойствено на такива люде. При това положение те величаят и наричат опитен моряк и умел да управлява кораб само /488d/ този, който е способен да заграби властта със сила или пък като убеди капитана; а този, който не е такъв, те го ругаят и го наричат негоден за нищо. Те нямат и понятие, че за истинския капитан на кораб е необходимо да разпознава годишните  времена и дните, небето и звездите, ветровете и да знае всичко, което е свързано с корабоплаването, ако наистина  има намерение да стане добър водач на кораб независимо от желанието на когото и да е. Те са убедени, че за управляването на кораб не са необходими нито умение, нито опитност, нито някакво специално знание на мореплавателното изкуство. При това положение на кораба ти не смяташ ли, че моряците  ще нарекат зяпач по звездите, високопарен бърборко и безполезен човек тъкмо този, който в действителност е способен да управлява кораб?

В метафората за кораба Платон сравнява народа със собственика на кораба, чиито знания за мореплаването липсват. Конфликтните моряци са демагозите и политиците, а навигатор на кораба е звездоброецът (философ). Моряците се ласкаят с претенции за познания по ветроходство, въпреки че не разбират нищо от навигация и постоянно се състезават един с друг за одобрението на собственика на кораба, стигайки до там, че замъгляват преценката му с наркотици и вино. Междувременно те не осъзнават, че звездоброеца е единствения с истински познания по ветроходство и единствения способен да управлява правилно кораба.

## Употреба след Платон
През Ренесанса Себастиан Брант развива платоновото сравнение в сатирическа книга, Корабът на глупците (Das Narrenschiff, 1494), която има завиден успех и скоро е преведена на латински, френски и английски.
Западната култура често се позовава на платоновата метафора. Най-известните примери от литературата включват „О, Кораб на Държавата“ на Хенри Уадсуорт Лонгфелоу и едноименната ода на Хораций.
В 20 век изразът е използван и с различно значение. Тогава така са наричани презокеанските лайнери, построени така, че да демонстрират културните и технически достижения на страните, чиито флагове носят и чиято хазна е финансирала изграждането им. Това обикновено са флагманите на най-успешната пътническа компания в съответната страна. Тази традиция е характерна за Великобритания, Франция, Италия и САЩ.
1. ↑  Платон, Държавата в Съчинения, том 3, София: Наука и Изкуство, 1981